# Bert Wilson
Bert Wilson (Evansville (Indiana), 15 oktober 1939 – Olympia (Washington), 6 juni 2013) was een Amerikaanse saxofonist, klarinettist, componist, arrangeur en bandleider die free jazz speelde. 
Wilson kreeg toen hij vier was polio, sindsdien was hij gebonden aan een invalidenwagen. Op zijn achtste ging hij piano spelen, toen hij dertien was ging hij met de klarinet aan de slag en op zijn achttiende koos hij voor de saxofoon. In het begin van de jaren zestig woonde hij in Californië, vanaf ongeveer 1965 woonde hij enige tijd in New York waar hij een woning deelde met Jim Pepper. Terug in Californië speelde hij mee op opnames van saxofonist Sonny Simmons (1966), drummer James Zitro (1967), Now Creative Arts Jazz Ensemble (1968) en drummer Smiley Winters. Met Zitro had hij een fusion-groep, 'The Zytron Aquarian Ensemble'. Rond 1970 maakte hij opnieuw opnames met Simmons (met diens vrouw Barbara Donald op trompet), ook speelde hij in het begin van de jaren zeventig mee op platen van Essra Mohawk (1970, 1975). Na opnieuw in New York te hebben gewoond, verhuisde hij in 1980 voorgoed naar Olympia. In de jaren tachtig ging hij platen onder eigen naam opnemen (onder meer met zijn groep Rebirth) die op Nine Winds Records en zijn eigen platenlabel, FMO Records, uitkwamen. Wilson is bij het grote publiek nooit zo bekend geworden. 
Wilson overleed aan de gevolgen van een hartaanval.

## Discografie
als leider:
- Kaleidoscopic Visions, Au Roar Records, 1982
- The Next Rebirth, Nine Winds Records, 1986
- Live at the Zoo (met Rebirth), Nine Winds Records, 1988
- Further Adventures in Jazz, FMO Records, 1992
- Endless Fingers (met Rebirth), Arabesque Records, 1994 ('albumpick' Allmusic)
- Magnetic Fields, FMO, 2002
- Take No prisoners (met Jeffrey Morgan), Konnex, 2003
- Dedicated to Friends and Mothers (met Rebirth, feat. James Zitro}, Pony Boy, 2005

met Sonny Simmons:
- The Mystic Rites Of Sound (opnames 1970), Dr. Wheelz' Archives, 2005
- Christmas with Uncle Sonny (opnames 1971), Dr. Wheelz' Archives, 2005
- Expanded Universe (opnames 1971), Dr. Wheelz' Archives, 2005
- Kozmic Communication (opnamesd 1971), Dr. Wheelz' Archives, 2005
- Palo Colorado Suite (opnames 1972), Dr. Wheelz' Archives, 2005